# Vostok 4
Vostok 4 (Russisch: Восток-4) was de vierde bemande ruimtevlucht in het kader van het Russische Vostokprogramma. Aan boord was kosmonaut Pavlo Popovytsj. Een dag voor de lancering van Vostok 4 werd Vostok 3 gelanceerd. De Vostok 3 en 4 voerden de eerste gezamenlijke bemande ruimtevlucht in de geschiedenis uit.

## Missieverslag
Een dag na de lancering van Vostok 3 werd vanaf de lanceerbasis Baikonoer in Kazachstan de Vostok 4 gelanceerd op het moment dat Vostok 3 over de lanceerbasis vloog. Direct nadat Vostok 4 in zijn omloopbaan arriveerde naderde de beide Vostok ruimtevaartuigen elkaar tot op ongeveer 6,5 km en werd er onderling radiocontact gelegd. Omdat de Vostok's niet beschikten over middelen om een rendez-vous uit te voeren nam de afstand tussen beide ruimtevaartuigen al snel weer toe.
De rest van de vlucht van Vostok 4 verliep goed met slechts enkele problemen. De klimaatregeling aan boord werkte niet naar behoren waardoor de temperatuur daalde tot circa 10° Celsius. Een soortgelijk probleem trad ook op tijdens de vlucht van Vostok 2.

### Voortijdige landing
Zowel Vostok 3 als Vostok 4 zouden een vlucht van 4 dagen maken. Ze zouden een dag na elkaar landen. Een serie van gebeurtenissen resulteerde erin dat Vostok 4 een dag eerder terugkeerde en slechts 7 minuten na de landing van Vostok 3 aan de grond kwam op nog geen 30 km afstand.
Voorafgaand aan de vlucht was met kosmonaut Popovytsj afgesproken dat hij het codewoord 'onweersbui' moest gebruiken als hij zich misselijk voelde en eerder wilde terugkeren. Deze maatregel was ingesteld na de problemen met ruimteziekte die kosmonaut German Titov ondervond aan boord van Vostok 2.
Echter, op de derde dag van de vlucht rapporteerde Popovytsj dat hij onweersbuien zag boven de Golf van Mexico. De vluchtleiding veronderstelde dat hij daarmee het codewoord had gebruikt. Samen met chef-ontwerper Sergej Koroljov werd besloten Vostok 4 eerder te laten terugkeren, ondanks het feit dat kosmonaut Popovytsj korte tijd later aangaf dat hij niet het codewoord had gebruikt maar dat hij daadwerkelijk meteorologische onweersbuien boven de Golf van Mexico had waargenomen.
Deze omstandigheden leidden tot de vervroegde terugkeer van Vostok 4. Vlak voor het einde van de vlucht werd Popovytsj, geheel volgens plan, met een schietstoel uit de daalcabine geschoten en landde hij veilig aan een parachute op aarde.
De daalcabine van Vostok 4 landde enige kilometers verderop en is heden ten dage te zien in het NPO Zvezda museum in Moskou. De daalcabine is echter aangepast om eruit te zien als de capsule van Voschod 2.